# روبرت دونر
روبرت دونر (بالإنجليزية: Robert Donner)‏ مواليد 27 أبريل 1931 في نيويورك، الولايات المتحدة - الوفاة 8 يونيو 2006 في شيرمان أوكس، الولايات المتحدة، هو ممثل أمريكي بدأ مسيرته الفنية سنة 1959. امتدت مسيرته الفنية لأكثر من 47 عاما.

## الأعمال
- إل دورادو
- كول هاند لوك
- غان سموك
- ذا فيرجينيان
- بونانزا
- أيرون سايد
- كولمبو
- مانيكس
- رجل الستة ملايين دولار
- مسلسل ملائكة تشارلي
- ذا والتونز
- الرجل الأخضر الخارق
- بيت صغير على المرج
- سيمون وسيمون
- ماتلوك
- فالكون كريست
- ويبستر
- المحيط الهادي الأزرق

## روابط خارجية
- روبرت دونر على موقع IMDb (الإنجليزية)
- روبرت دونر على موقع ألو سيني (الفرنسية)
- روبرت دونر على موقع تيرنر كلاسيك موفيز (الإنجليزية)
- روبرت دونر على موقع أول موفي (الإنجليزية)
- روبرت دونر على موقع قاعدة بيانات الأفلام السويدية (السويدية)
- روبرت دونر على موقع إن إن دي بي (الإنجليزية)
- روبرت دونر على موقع قاعدة بيانات الفيلم (الإنجليزية)
- روبرت دونر على موقع كينوبويسك (الروسية)